# Trudo
De heilige Trudo of Sint-Trudo (Zerkingen, omstreeks 628 - aldaar, vermoedelijk 23 november 693) ligt aan de grondslag van de abdij van Sint-Truiden waar de stad Sint-Truiden haar naam aan dankt. De heilige zou in zijn streek voor verschillende mirakels verantwoordelijk zijn. De heilige wordt afgebeeld met een kerkje in zijn hand en de naamdag van de heilige wordt jaarlijks gevierd op zijn sterfdag, 23 november.

## Leven
Trudo was de zoon van de Frankische graaf Wicbold en Adela, familie van Pepijn van Landen en lid van de hertogenfamilie van Austrasië. Hoewel er geen zekerheid bestaat over de identiteit van zijn ouders, is er geen twijfel over de rijkdom waarin Trudo geboren is. Zijn familie had verschillende bezittingen in Haspengouw en daarbuiten. Op 17-jarige leeftijd waren zijn beiden ouders overleden en na een visioen besloot hij naar Zepperen te gaan. Op die plaats ontmoette hij Remaclus, de bisschop van Maastricht en werd door hem naar Chlodulf, de aartsbisschop van Metz, gezonden.
In Metz kreeg hij zijn religieuze opleiding en werd er in 655 tot priester gewijd. Trudo schok zijn erfgoederen aan het bisdom van Metz en keerde nadien terug naar zijn geboortestreek om de bevolking te Kerstenen. Op ongeveer dezelfde plaats waar de huidige restanten van de abdij van Sint-Truiden staan, bouwde hij een kerk en een klooster. Dit nieuwe complex was gelegen op een van de hoogste plekken van de streek en aan de oevers van de Cicindria. De kerk werd gewijd aan Remigius en Quintinus en omstreeks 657 ingezegend door bisschop Theodardus. Later zou het complex uitgroeien tot de abdij van Sint-Truiden. Trudo stierf in 693 en werd begraven nabij zijn eigen kerk.

## Mirakels
Aan de heilige Trudo worden tal van mirakels toegeschreven. Het bekendste mirakel is dat wanneer Trudo een kind was hij een houten kerkje had gemaakt, maar dat kerkje werd door een oude vrouw vernield. Nadien werd de oude vrouw plots blind en vroeg de jonge Trudo om vergiffenis. Nadat hij haar daadwerkelijk had vergeven kreeg de vrouw haar zicht terug. Dit mirakel wordt vandaag uitgebeeld in het fronton van het Classicistisch poortgebouw van de abdij, dat gebouwd werd onder leiding van abt Joseph van Herck. De andere mirakels van Trudo gaan over het genezen van een melaatse man in Seny, het genezen van een paarden- en ossendief, het verschaffen van asiel en amnestie aan een jeugdige misdadiger, het temmen van een wild zwijn en het genezen van blinden en kreupelen.